# Naphrys acerba
Naphrys acerba là một loài nhện trong họ Salticidae.
Loài này thuộc chi Naphrys. Naphrys acerba được Elizabeth Maria Gifford Peckham & George William Peckham miêu tả năm 1909.